# آرامگاه باباکوهی
آرامگاه باباکوهی مربوط به دوران‌های تاریخی پس از اسلام است و در شیراز، بلواز معاصر منطقه بابا کوهی واقع شده و این اثر در تاریخ ۲۵ اسفند ۱۳۷۹ با شمارهٔ ثبت ۳۲۸۵ به‌عنوان یکی از آثار ملی ایران به ثبت رسیده است.
در پایین باباکوهی فضایی وجود دارد که در سال ۱۳۹۲ه. ش توسط تیمی به سرپرستی مهندس علی بهرام کیان بازسازی ، مقاوم سازی و به تفرجگاه تبدیل گردید 